# Поремба (Заверченски окръг)
Вижте пояснителната страница за други значения на Поремба.
Порѐмба (на полски: Poręba) е град в Южна Полша, Силезко войводство, Заверченски окръг. Административно е обособен като самостоятелна градска община с площ 39,99 км2.

## Население
Според данни от полската Централна статистическа служба, към 1 януари 2014 г. населението на града възлиза на 8 801 души. Гъстотата е 220 души/км2.